# 후쿠요네촌 (돗토리현 사이하쿠군)
후쿠요네촌(福米村)은 돗토리현 사이하쿠군에 설치되었던 촌이다. 현재의 요나고시에 해당한다.

## 지리
유미가하마 반도의 기부 소토가하마에 위치하고, 북쪽은 미호만에 접해 있었다.

## 역사
- 1889년 10월 1일 - 정촌제 시행에 의해 아이미군 후쿠요네촌이 성립하였다.
- 1896년 4월 1일 - 군의 통합에 의해 사이하쿠군에 소속되었다.
- 1938년 3월 17일 - 요나고시에 편입해 폐지되었다.

## 교통

### 철도
- 1902년 체신성 산인선과 산요선의 연락선(현 경계선)이 개통되어 고토역 개설

## 참고문헌
- 角川日本地名大辞典 31 鳥取県
- 『市町村名変遷辞典』東京堂出版、1990年。